# Aidablennius sphynx
Aidablennius sphynx is een  straalvinnige vissensoort uit de familie van naakte slijmvissen (Blenniidae). De wetenschappelijke naam van de soort werd voor het eerst geldig gepubliceerd in 1836 door Achille Valenciennes.